# Alexandre Schmidt
Alexandre Schmidt (* 19. Mai 1970 in Luzern) ist ein Schweizer Politiker (FDP) und ehemaliges Mitglied des Gemeinderats (Exekutive) der Stadt Bern.

## Leben
Der zweisprachige Alexandre Schmidt wuchs in Baselland auf. 1994 schloss er mit dem Lizentiat am Genfer Hochschulinstitut für internationale Studien (HEI) ab, 1997 mit einem Master am Hochschulinstitut für öffentliche Verwaltung (Ideap) in Lausanne. Alexandre Schmidt ist verheiratet und Vater zweier Söhne. Er wohnt in Bern.

## Beruflicher Werdegang
1995 bis 2002 arbeitete Alexandre Schmidt in den Parlamentsdiensten für die Bundesversammlung. Von 2002 bis 2003 war er persönlicher Mitarbeiter von Bundesrat Kaspar Villiger und 2004 bis 2009 in gleicher Funktion bei Bundesrat Hans-Rudolf Merz tätig. Von 2008 bis 2012 amtete er als Direktor der Eidgenössischen Alkoholverwaltung. Schmidt arbeitete von 2017 bis 2020 beim Rüstungskonzern Ruag und ist dort für die Beziehungen zum Bund zuständig. 2020 bis 2021 war er Leiter Politik und Wirtschaft des Touring Club Schweiz. 2021 bis 2022 war er Vorsitzender der Geschäftsleitung der Universitären Psychiatrischen Dienste Bern. 2021 bis 2023 war er Verwaltungsratspräsident der Flughafen Bern AG, wo er heute noch im Vorstand sitzt. Im Januar 2023 wurde Schmidt zum Generalsekretär der Gesundheits-, Sozial- und Integrationsdirektion des Kantons Bern gewählt.

## Politik
1992 bis 2002 war Alexandre Schmidt Mitglied des Einwohnerrats Binningen und 2010 bis 2012 Mitglied des Berner Stadtparlaments. Als Mitglied der fünfköpfigen Stadtregierung (Gemeinderat) führte Alexandre Schmidt von 2013 bis 2016 die Direktion für Finanzen, Personal und Informatik, wobei er unter anderem für die Finanzen, die Steuern und die Immobilien der Stadt Bern verantwortlich war.